# 约翰尼·格雷
约翰尼·格雷（英語：Johnny Gray，1960年6月19日—），美国男子田径运动员。他曾代表美国参加1984年、1988年、1992年和1996年夏季奥林匹克运动会田径比赛，其中1992年奥运会获得一枚铜牌。